# 吕恩
吕恩（德語：Rühen，發音：[ˈʁyːən]）是德国下萨克森州吉夫霍恩县的市镇，面积30.94平方千米，2023年12月31日人口为6,084人。